# 市松模様

市松模様

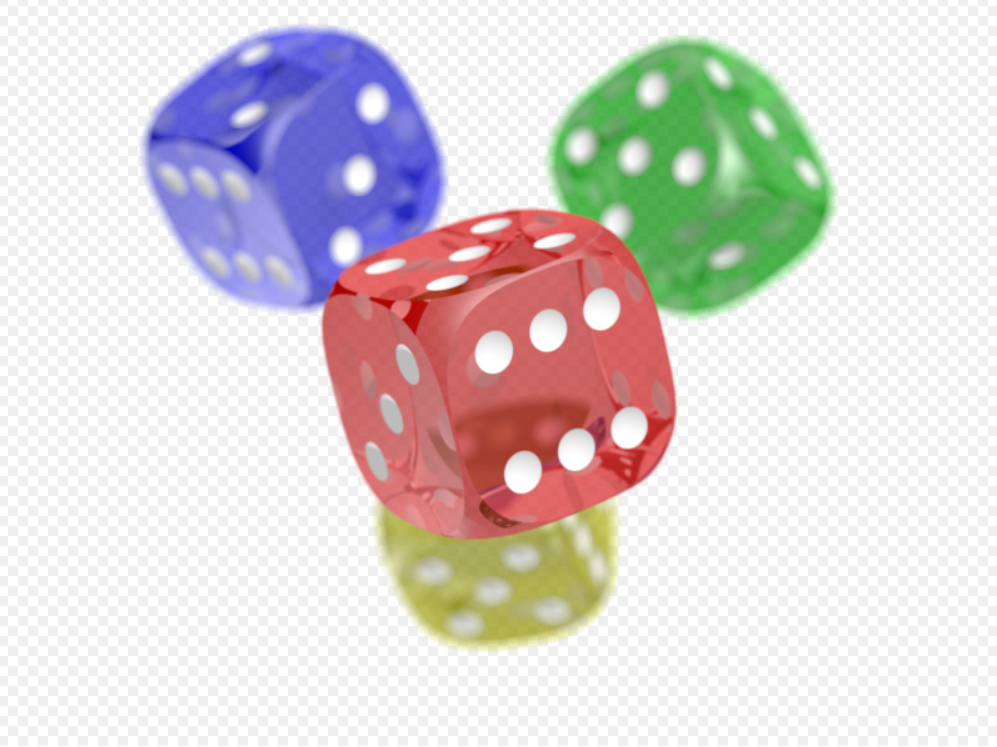
グラフィックエディタで背景が透明である事を示す市松模様表示

市松模様（いちまつもよう）とは、格子模様の一種で、二色の四角形（正方形または長方形）を交互に配した模様のことをいう。
この名称は、江戸時代中期の上方歌舞伎役者、佐野川市松（さのがわいちまつ）が舞台衣装の袴に愛用していた文様を、同時代の女性がこぞって小袖に取り入れたことから広まったといわれる。
市松登場以前は、石を敷き詰めた形に似ていることから、石畳文と呼ばれていた。この石畳文には、正方形を45度傾けてつなぎ合わせた文様や、二重の入れ子状に重ねた文様もある。さらに時代を遡ると、平安時代には「霰（あられ）」という名称で、有職文様（ゆうそくもんよう）として公家の装束や調度品に用いられていた。
このように市松文は、時代によって呼び方が異なってはいるが、文様自体は非常に古くから存在し、さまざまな工芸品に用いられていたことがわかる。
桂離宮の茶室、松琴亭（しょうきんてい）は、全体的に素朴な造りとなっているが、青と白による大胆な市松門の襖が使われている。
英語、またこれを借りた外来語のチェック（チェッカー）に相当する。

## 概要
市松模様は、世界的にありふれたもので、日本では古墳時代の埴輪の服装（例、埼玉県鴻巣市・生出塚埴輪窯跡出土の貴人埴輪。当項目の重要文化財指定の写真ギャラリーで確認可）、法隆寺や正倉院の染織品にも見られ、古代より織模様として存在していた。公家の有職故実では「石畳」「霰（あられ）」などと称されていた。そのため、家紋や名物裂など江戸時代以前から存在するものは石畳文様と呼ばれる。
江戸時代の歌舞伎役者、初代佐野川市松が江戸の中村座で上演された『心中万年草』（高野山心中）で小姓・粂之助に扮した際、白色と紺色の正方形を交互に配した袴を履いたことから人気を博した。市松はその後もこの模様を愛用して、浮世絵師の奥村政信、鳥居清重、石川豊信らがその姿を描いたことから着物の柄として流行した。市松の愛用した模様は当初は古くからの慣わしに従って石畳と称されたが、後に「市松模様」「市松格子」「元禄模様」などと呼ばれるようになった。
英語では主に「チェッカー盤柄」を意味する語で呼ばれる。

## 利用
東福寺（京都市）の庭園
重森三玲が敷石と杉苔を組み合わせて市松模様に仕上げた。
グラフィックソフトウェア
Photoshopなどのグラフィックソフトウェアにおいて、画像の一部が透明であることを示すために市松模様が表示されるものが多い。Photoshopの開発者であるトーマス・ノールによれば、この表現は生物学で背景に市松模様を使用することから採用したという。
2020年東京オリンピック・パラリンピック
2020年東京オリンピックおよびパラリンピックのエンブレムに、市松模様をモチーフにしたデザインの「組市松紋」（野老朝雄作）が採用された。

マスコットキャラクター「ミライトワとソメイティ」にも同様のデザインが取り入れている。
『鬼滅の刃』　
主人公・竈門炭治郎の上着のデザインにも黒色と緑色の市松模様を取り入れている。その柄を使用した便乗商品やコピー商品が多く出回っているため、版元の集英社が2020年6月24日に模様の商標を特許庁に出願していたが、「装飾的な地模様として認識されるにとどまり、かつ、その構成中に自他商品の識別力を有する部分を見出すこともできません」として、2021年5月26日付で拒絶理由通知書が出されている。これを受けて集英社は7月6日に「構成要素には、正方形だけではなく長方形も含まれている」「黒い枠線で囲まれている」という理由から装飾的な地模様に該当しないとして商標登録を認めるよう意見書を提出したが、9月17日に特許庁は「普通に使用されている装飾的な図柄を超えているということはできません」として拒絶査定を出した。